# جو كيث
جو كيث (بالإنجليزية: Joe Keith)‏ (1 أكتوبر 1978 بلندن في المملكة المتحدة - ) هو لاعب كرة قدم بريطاني في مركز الوسط. لعب مع شروزبري تاون وكولتشستر يونايتد ونادي بريستول سيتي ونادي برينتفورد ونادي ليتون أورينت ووست هام يونايتد وهورنتشورتش وTilbury F.C. ‏.

## وصلات خارجية
- جو كيث على موقع قاعدة بيانات كرة القدم.إي يو (الإنجليزية)
- جو كيث على موقع Soccerbase.com (لاعب) (الإنجليزية)